# Manuel Menchón
Manuel Menchón Romero (Málaga, 26 de enero de 1977) es un director de cine, escritor y guionista español. Su obra abarca el documental y el cine de ficción.

## Biografía
Sus primeras experiencias en el audiovisual son el sector publicitario, compaginado con el videoclip y el género documental, para Médicos del Mundo, Candidatura Olímpica de Madrid, AENA, Universal Music Spain, entre otros 
En 2008 produce y dirige su primer largometraje documental, Malta Radio.  Esta película está centrada en el drama de los refugiados que tratan de atravesar el Mediterráneo en busca de un futuro en Europa. Cuenta con la colaboración en la banda sonora de figuras como Manu Chao, Coti o el rapero Zénit. 
En 2016 estrena en cines su primer largometraje de ficción La isla del viento de la que es director y guionista. En ella se aborda por primera vez en el cine la figura de Miguel de Unamuno. La película está protagonizada por José Luis Gómez y Víctor Clavijo. La isla del viento tuvo su estreno en el 30.º Festival Internacional de Mar del Plata (categoría A) en la sección oficial a competición.
En noviembre de 2020 tiene el estreno en cines del largometraje documental Palabras para un fin del mundo, en el que se muestra material inédito que afecta de manera clave a biografía de Miguel de Unamuno y otros aspectos de la historia de España. Como filmaciones inéditas de quemas de libros en Madrid, entre otros hallazgos de gran relevancia.  
Palabras para un fin del mundo se convirtió en un fenómeno de taquilla, siendo uno de los largometrajes documentales más taquilleros del año.   La película, entre otros reconocimientos, recibió el galardón Días de Cine de RTVE, a la mejor coproducción de cine de 2021. 
La película fue seleccionada en la Sección Internacional de documentales del Festival de Cine de SEMINCI de 2020. 
En 2021, escribe el libro La doble muerte de Unamuno, en coautoría con el profesor de la Universidad de Salamanca y especialista en Unamuno, Luis García Jambrina. El libro profundiza en la investigación llevada a cabo en su película, Palabras para un fin del mundo en torno a las múltiples irregularidades del fallecimiento de Miguel de Unamuno. El libro fue editado por la editorial Capitán Swing. La obra ha sido finalista al Premio Rodolfo Walsh a la mejor obra de investigación, dentro del  XXXV Semana Negra de Gijón (2022).

## Premios
MALTA RADIO (selección)
• MiradasDoc (España) 2009: Mejor Documental Nacional.
• Festival CineSpaña, Tolouse  (Francia) 2010: Mejor película  Documental. 
• ExtremaDoc (España) 2009: Premio mejor película documental. 
• Festival Buñuel (Calanda- España) 2010: Mejor Documental. 
• Docs DF  (México)  2010: Sección oficial.
• Premis Tirant,  2009 : Mejor Largometraje Documental
• Milano Film Festival (Italia) 2010: Sección Oficial
• Human Rights/ Human Wrongs Film Festival (Oslo) 2009:  Sección Oficial
• The Galway Film Fleadh (Irlanda) 2009: Sección Oficial.
LA ISLA DEL VIENTO (selección)
· 30° Festival Internacional de Cine de Mar del Plata (2015). Selección Oficial Competición Internacional.
- Nominada a Mejor Película. 
- Mención Especial de la Asociación Cronistas Cinematográficos de Argentina (ACCA)
· Festival de Cine español de Málaga 2016 
- Premier. 
· Festival International de Cinéma de Nador (2016):
- Mención Especial del Jurado. 
- Mejor Guion.
· Festival Internacional de Cine de Islantilla (2016):  
- Premio del Público al Mejor largometraje. 
· Insularia Fest- (2016):
- Mención Especial del jurado
· FICEE (2016):
- Premio Mejor Largometraje.
· Premios ASECAN 2017.  6 Nominaciones:
- Mejor película.
- Mejor dirección.

PALABRAS PARA UN FIN DEL MUNDO (Selección) 
-Premio Días de Cine. Mejor coproducción de RTVE. (2020).
-Selección Internacional de Documentales. SEMINCI. (2020). 
-Premios ASECAN 2020. 5 Nominaciones:
- Mejor película del año.
- Mejor dirección.
- Mejor guion.

## Filmografía
| Año  | Película                       | Modo                 |
| ---- | ------------------------------ | -------------------- |
| 2009 | Malta Radio                    | Director y guionista |
| 2015 | La isla del viento             | Director y guionista |
| 2020 | Palabras para un fin del mundo | Director y guionista |